# УС Авелино 1912
Спортен съюз „Авелино 1912“ (на италиански: Unione Sportiva Avellino 1912) е италиански футболен отбор от Авелино, играещ в Серия Ц.
Създаден през 12 декември 1912 г. и многократно преосноваван в своята история, „Авелино 1912“ има десет сезона в Серия А – дивизия, от която е част в периода 1978 – 1988. Във Вечната ранглиста на Серия А от 1929 г. насам се намира на 43-то място.
Цветовете на клуба са бяло и зелено, а символът му е вълкът. Домакинските си срещи играе на стадион „Партенио-Адриано Ломбарди“ с капацитет 26 308 зрители. Прозвищата на отбора са „вълците“, „бяло–зелените“ и „ирпинците“.
Обявен в несъстоятелност през 2010 г. от Гражданския съд на Авелино, той е отстранен от Италианската футболна федерация на 11 февруари 2011 г. На 10 юли 2009 г. е изключен от професионалния футбол по решение на съда. След тези събития пред община Авелино кандидатстват няколко предприемачески консорциума и така се ражда Аматьорско спортно дружество „Авелино Калчо 12“, което през юни 2010 г. приема името Спортна асоциация „Авелино 1912“. На 15 юни 2015 г. дружеството обявява връщането на традиционото си лого и име – Спортен съюз „Авелино“, към което е добавена годината 1912.
На 12 юли 2018 г. съдът отказва на дружеството лиценз за Серия Б 2018/19 – решение, потвърдено по-късно след обжалванията пред Италианската футболна федерация и пред Колегията за спортни гаранции на Националния олимпийски комитет на Италия. На 7 август 2018 г. регионалният административен съд на Лацио отхвърля молбата за несъгласие с разпоредбата за изключване на отбора от Серия Б. Това решение по-късно е потвърдено с ново решение от септември 2018 г. След това е основано ново дружество с име Аматьорско спортно дружество „Калчо Авелино“, което на 15 юни 2019 г. приема името Спортен съюз „Авелино 1912“.

## Успехи

### Национални титли
- Серия С1:

-  Шампиони (2): 2002/2003, 2012/2013
-  Вицешампиони (3): 1994/1995, 2004/2005, 2006/2007

- Купа на Италия Серия С

-  Носители (1): 1972/1973

- Суперкубок Высша дивизия Професионална лига:

-  Носители (1): 2013

## Известни играчи
- Виталий Кутузов
- Даниеле Падели
- Фабрицио Раванели
- Виктор Будянский
- Рамон Диас
- Валтер Шахнер
- Жуан Батиста да Силва
- Дирсеу
- Жуари
- Никос Анастопулос
- Хулио Сесар де Леон
- Салваторе Бани
- Стефано Колантуоно
- Фернандо Де Наполи
- Лучано Фаверо
- Антонио Ночерино
- Стефано Такони
- Томас Данилявичюс

## Български футболисти
- Андрей Гълъбинов: 2013/14 (наем) - (39 мача - 15 гола)

## Известни треньори
- Збигнев Бониек
- Антонио Войяк
- Франческо Грациани
- Томислав Ивич
- Зденек Земан
- Луис Винисио